# Medový Újezd
Medový Újezd är en ort i Tjeckien.   Den ligger i regionen Plzeň, i den centrala delen av landet, 60 km sydväst om huvudstaden Prag. Medový Újezd ligger 450 meter över havet och antalet invånare är 183.
Terrängen runt Medový Újezd är kuperad åt sydväst, men åt nordost är den platt.Runt Medový Újezd är det ganska tätbefolkat, med 120 invånare per kvadratkilometer. Närmaste större samhälle är Rokycany, 9,6 km väster om Medový Újezd. I omgivningarna runt Medový Újezd växer i huvudsak blandskog.